# حرب البراءات
حرب البراءات هي صراع قضائي بين مؤسسات أو أفراد للحصول على براءة اختراع. لا زالت هناك حروب براءات قائمة بين أكبر مؤسسات العالم العاملة في قطاعي التقانة والبرمجيات. وتعد حروب البراءات المعاصرة ظاهرة عالمية، تخوضها مؤسسات متعددة الجنسيات قواعدها في الولايات المتحدة والصين وأوروبا واليابان وكوريا الجنوبية وتايوان. من بين تلك المؤسسات ياهو! وبارنز ونوبل وZTE وAOL وإريكسون وأبل وEMC وفوكسكون وHTC وفيس بوك وإنترديجيتال وIMB ومايكروسوفت وLG وإيستمان كوداك وهاليبرتون ونوكيا وموتورولا ونورتل نيتووركس وأوراكل وسامسونج وبانتك وفيا للتقنيات وبلاك بيري.